# Jégkorong az 1932. évi téli olimpiai játékokon
Az 1932. évi téli olimpiai játékokon a jégkorongtornát február 4. és 13. között rendezték. A tornán négy csapat vett részt. Kanada negyedik alkalommal nyerte meg az olimpiai jégkorongtornát.
Ez volt egyben a hatodik jégkorong-világbajnokság is.

## Éremtáblázat
(A rendező ország csapata eltérő háttérszínnel, az egyes számoszlopok legmagasabb értéke vagy értékei vastagítással kiemelve.)
| Az 1932. évi téli olimpiai játékok éremtáblázata jégkorongban | Az 1932. évi téli olimpiai játékok éremtáblázata jégkorongban | Az 1932. évi téli olimpiai játékok éremtáblázata jégkorongban | Az 1932. évi téli olimpiai játékok éremtáblázata jégkorongban | Az 1932. évi téli olimpiai játékok éremtáblázata jégkorongban | Olimpia  |
| ------------------------------------------------------------- | ------------------------------------------------------------- | ------------------------------------------------------------- | ------------------------------------------------------------- | ------------------------------------------------------------- | -------- |
|                                                               | Ország                                                        | Arany                                                         | Ezüst                                                         | Bronz                                                         | Összesen |
| 1.                                                            | Kanada (CAN)                                                  | 1                                                             | 0                                                             | 0                                                             | 1        |
|                                                               |                                                               |                                                               |                                                               |                                                               |          |
| 2.                                                            | Egyesült Államok (USA)                                        | 0                                                             | 1                                                             | 0                                                             | 1        |
|                                                               |                                                               |                                                               |                                                               |                                                               |          |
| 3.                                                            | Németország (GER)                                             | 0                                                             | 0                                                             | 1                                                             | 1        |
|                                                               |                                                               |                                                               |                                                               |                                                               |          |
| Összesen                                                      | Összesen                                                      | 1                                                             | 1                                                             | 1                                                             | 3        |

## Érmesek
| Az 1932. évi téli olimpiai játékok érmesei jégkorongban | Az 1932. évi téli olimpiai játékok érmesei jégkorongban | Az 1932. évi téli olimpiai játékok érmesei jégkorongban                                                                                         | Az 1932. évi téli olimpiai játékok érmesei jégkorongban |
| Arany | Ezüst | Bronz |                                                         |
| Kanada (CAN) | Egyesült Államok (USA) | Németország (GER) |                                                         |
| --- | --- | --- | ------------------------------------------------------- |
| William Cockburn Clifford Crowley Albert Duncanson George Garbutt Roy Henkel Vic Lindquist Norman Malloy Walter Monson Kenneth Moore Romeo Rivers Hack Simpson Hugh Sutherland Stanley Wagner Alston Wise | Osborne Anderson John Bent John Chase John Cookman Douglas Everett Franklin Farrell Joseph Fitzgerald Edwin Frazier John Garrison Gerard Hallock Robert Livingston Francis Nelson Winthrop Palmer Gordon Smith | Rudi Ball Alfred Heinrich Erich Herker Gustav Jaenecke Werner Korff Walter Leinweber Erich Römer Martin Schröttle Marquard Slevogt Georg Strobl |                                                         |

## Részt vevő nemzetek
- Egyesült Államok (USA) (14)
- Kanada (CAN) (14)
- Lengyelország (POL) (10)
- Németország (GER) (10)
- Összesen: 4 nemzet, 48 sportoló

## Lebonyolítás
A 4 csapat egy csoportot alkotott. Minden csapat kétszer játszott a másik három csapattal. Az így kialakult végeredmény egyben a torna végeredménye is lett.

## Eredmények
| 1932. február 4. | Egyesült Államok (USA) | 1 – 2 (0–0, 0–1, 1–0, 0–0, 0–1) | Kanada | Lake Placid |

|  |  |  |  |  |
|  |  |  |  |  |
|  |  |  |  |  |
|  |  |  |  |  |

| 1932. február 4. | Németország (GER) | 2 – 1 (0–0, 1–1, 1–0) | Lengyelország | Lake Placid |

|  |  |  |  |  |
|  |  |  |  |  |
|  |  |  |  |  |
|  |  |  |  |  |

| 1932. február 5. | Egyesült Államok (USA) | 4 – 1 (1–0, 2–0, 1–1) | Lengyelország | Lake Placid |

|  |  |  |  |  |
|  |  |  |  |  |
|  |  |  |  |  |
|  |  |  |  |  |

| 1932. február 6. | Kanada (CAN) | 4 – 1 (2–0, 2–0, 0–1) | Németország | Lake Placid |

|  |  |  |  |  |
|  |  |  |  |  |
|  |  |  |  |  |
|  |  |  |  |  |

| 1932. február 7. | Kanada (CAN) | 9 – 0 (2–0, 5–0, 2–0) | Lengyelország | Lake Placid |

|  |  |  |  |  |
|  |  |  |  |  |
|  |  |  |  |  |
|  |  |  |  |  |

| 1932. február 7. | Egyesült Államok (USA) | 7 – 0 (3–0, 2–0, 2–0) | Németország | Lake Placid |

|  |  |  |  |  |
|  |  |  |  |  |
|  |  |  |  |  |
|  |  |  |  |  |

| 1932. február 8. | Egyesült Államok (USA) | 5 – 0 (1–0, 1–0, 3–0) | Lengyelország | Lake Placid |

|  |  |  |  |  |
|  |  |  |  |  |
|  |  |  |  |  |
|  |  |  |  |  |

| 1932. február 8. | Kanada (CAN) | 5 – 0 (2–0, 1–0, 2–0) | Németország | Lake Placid |

|  |  |  |  |  |
|  |  |  |  |  |
|  |  |  |  |  |
|  |  |  |  |  |

| 1932. február 9. | Kanada (CAN) | 10 – 0 (5–0, 1–0, 4–0) | Lengyelország | Lake Placid |

|  |  |  |  |  |
|  |  |  |  |  |
|  |  |  |  |  |
|  |  |  |  |  |

| 1932. február 10. | Egyesült Államok (USA) | 8 – 0 (2–0, 2–0, 4–0) | Németország | Lake Placid |

|  |  |  |  |  |
|  |  |  |  |  |
|  |  |  |  |  |
|  |  |  |  |  |

| 1932. február 13. | Németország (GER) | 4 – 1 (0–0, 2–1, 2–0) | Lengyelország | Lake Placid |

|  |  |  |  |  |
|  |  |  |  |  |
|  |  |  |  |  |
|  |  |  |  |  |

| 1932. február 13. | Egyesült Államok (USA) | 2 – 2 (1–1, 1–0, 0–1, 0–0, 0–0, 0–0) | Kanada | Lake Placid |

|  |  |  |  |  |
|  |  |  |  |  |
|  |  |  |  |  |
|  |  |  |  |  |

## Végeredmény
| Helyezés | Csapat                 | M | Gy | D | V | G+ | G– | Gk  | P  |
| -------- | ---------------------- | - | -- | - | - | -- | -- | --- | -- |
| Arany    | Kanada (CAN)           | 6 | 5  | 1 | 0 | 32 | 4  | +28 | 11 |
| Ezüst    | Egyesült Államok (USA) | 6 | 4  | 1 | 1 | 27 | 5  | +22 | 9  |
| Bronz    | Németország (GER)      | 6 | 2  | 0 | 4 | 7  | 26 | –19 | 4  |
| 4.       | Lengyelország (POL)    | 6 | 0  | 0 | 6 | 3  | 34 | –31 | 0  |

| Az 1932. évi téli olimpiai játékok férfi jégkorongtornájának olimpiai bajnoka |
| · KANADA · 4. cím                                                             |
| ----------------------------------------------------------------------------- |